# 霞 (暁型駆逐艦)
|          |                                                |
| 艦歴     |                                                |
| 計画     | 第二期拡張計画(1900年度)                       |
| 起工     | 1901年2月1日                                   |
| 進水     | 1902年1月23日                                  |
| 竣工     | 1902年2月14日                                  |
| 除籍     | 1914年8月23日                                  |
| その後   | 標的船 1921年6月21日廃船許可通牒               |
| 要目     |                                                |
| 排水量   | 常備：363トン                                  |
| 長さ     | 67.2m                                          |
| 幅       | 6.3m                                           |
| 吃水     | 1.7m                                           |
| 主缶     | ヤーロー式石炭専焼缶4基                        |
| 主機     | 2軸推進、6,000shp                              |
| 速力     | 31ノット                                       |
| 航続距離 |                                                |
| 乗員     | 62人                                           |
| 兵装     | 8.0cm単装砲1基 57mm単装砲5基 45cm水上発射管2門 |

霞（かすみ）は、大日本帝国海軍の駆逐艦で、暁型駆逐艦の2番艦である。同名艦に朝潮型駆逐艦の「霞」があるため、こちらは「霞 (初代)」や「霞I」などと表記される。

## 艦歴
当初の艦名は第十四号駆逐艦。1902年1月23日に進水し「霞」と命名。同年2月14日、イギリスのヤーロー社で竣工し、軍艦に編入され駆逐艦に類別。同年3月10日、日本へ回航。同年6月15日、横須賀に到着。
1904年、日露戦争が勃発した際には第1艦隊第1駆逐隊に所属していた。同年8月12日、僚艦朝潮とともに芝罘でロシア駆逐艦「レシーテリヌィ」（後に「山彦」へ改名）を捕獲した。1905年5月10日、第3駆逐隊へ移り日本海海戦に参加。
1905年12月12日駆逐艦に種別変更。
1912年8月28日三等駆逐艦。
1913年4月1日、駆逐艦籍を除籍。同年8月23日、雑役船（掃海船、のち標的船）に編入され、霞丸と改称。
1914年、青島の戦いに参加。
1920年7月1日、霞に再改称。
1921年(大正10年)6月21日、標的船「霞」「皐月」の2船は適当な時期を見て廃船とするよう、軍務局第二課長から呉鎮守府に宛てて通牒された。

## 艦長
※『日本海軍史』第9巻・第10巻の「将官履歴」及び『官報』に基づく。
回航委員長
- 大島正毅 少佐：1901年7月26日 - 1902年2月13日

艦長
- 大島正毅 少佐：1902年2月13日 - 1904年9月11日
- 白石直介 少佐：1904年9月11日 - 1905年12月12日

駆逐艦長
- 井口第二郎 大尉：1905年12月12日 - 1906年1月25日
- （兼）相羽恒三 少佐：1906年1月25日 - 1906年3月14日
- （兼）平岡善之丞 大尉：1906年3月14日 - 1906年4月1日
- 角田貫三 大尉：1906年4月1日 - 1907年3月9日
- 三浦英晃 大尉：1907年3月9日 - 1908年4月20日
- （兼）阿部真一郎 大尉：1908年4月20日 - 1908年9月25日
- 松下芳蔵 大尉：1908年9月25日 - 1909年2月20日
- 森田但次 大尉：1909年2月20日 - 1910年7月16日
- 杉浦正雄 大尉：1910年7月16日 - 1912年5月22日
- 阿部恒雄 大尉：1912年5月22日 - 不詳